# 359 Georgia
359 Georgia је астероид главног астероидног појаса. Приближан пречник астероида је 43,89 km,
а средња удаљеност астероида од Сунца износи 2,730 астрономских јединица (АЈ).
Инклинација (нагиб) орбите у односу на раван еклиптике је 6,766 степени, а орбитални период износи 1648,098 дана (4,512 године). Ексцентрицитет орбите астероида износи 0,153.
Апсолутна магнитуда астероида износи 8,86 а геометријски албедо 0,262.
Астероид је откривен 10. марта 1893. године.